# Cliff Goddard
Cliff Goddard (ur. 5 grudnia 1953 w Canberze) – profesor językoznawstwa na Uniwersytecie Griffitha w Australii.
Jest jednym ze zwolenników naturalnego metajęzyka semantycznego jako podejścia do analizy lingwistycznej.
Jego badania poruszają aspekty poznawcze i kulturowe języka i praktyki językowej. Jest uważany za czołowego specjalistę w dziedzinie semantyki i pragmatyki międzykulturowej.

## Wybrane publikacje
- (2008) Cross-Linguistic Semantics[4]
- (2006) Ethnopragmatics: Understanding Discourse in Cultural Context[5]
- (2005) The Languages of East and Southeast Asia: An Introduction[6]
- (2002) Meaning and Universal Grammar – Theory and Empirical Findings[7]
- (1998) Semantic Analysis – A Practical Introduction[8]
- (1994) Semantic and Lexical Universals – Theory and Empirical Findings[9]